# DFS Maritza
Il DFS Maritza è una società di pallacanestro femminile di Plovdiv, in Bulgaria.
Ha disputato sette edizioni di Coppe Ronchetti, chiudendo 2ª nel 1978-1979 e nel 1979-1980.

## Palmarès
- Zheni A grupa: 3

1971, 1973, 1974
- Coppa di Bulgaria (pallacanestro femminile): 1

1996